# Val Bernina
Das Val Bernina ([ˌvalˈbərˈninɐ]ⓘ) ist das höchstgelegene Seitental des Oberengadins im Schweizer Kanton Graubünden. Es ist rund 17 Kilometer lang und reicht vom Fuss des Muottas Muragl in südöstlicher Richtung bis zum Lago Bianco am Berninapass. 
Einzige Ortschaft im Tal ist Pontresina. Alle Flurnamen sind rätoromanisch und folgen dem Dialekt Puter. Durchflossen wird es vom Berninabach, der die Livigno-Alpen (nordöstlich) von den Bernina-Alpen (südwestlich) trennt und an dessen Ufern die Talstationen der Luftseilbahnen zur Diavolezza (links) und zum Piz Lagalb (rechts) liegen.
Seitentäler des Val Bernina sind einerseits (rechts) Val Muragl, Val da Fain und Val Minor sowie (links) Val Roseg und Val Morteratsch. Letzteres liegt am Fusse des berühmten Piz Bernina und besitzt mit dem Morteratschgletscher den grössten Gletscher des Engadins.
Verkehrstechnisch erschlossen ist das Tal von der Kantonsstrasse Samedan – Tirano und von der Berninabahn der Rhätischen Bahn.